# 만호초등학교
만호초등학교는 대한민국 광주광역시 서구에 있는 초등학교다.

## 학교 연혁
2018 09 양숙자|부임 초등 교 4대 정학수 교장 부임
2015 02 | 제10회 졸업(남 125명, 여 119명, 총 244명, 총계 2,497명)
2014 02 | 제9회 졸업(남 145명, 여 122명, 총 267명 총계 2,253명)
2013 12 | 2013학년도 학교회계 재정평가 우수학교 표창
2013 02 | 제8회 졸업(남 171명, 여 129명, 계 300명 총계 1,986명)
2012 02 | 2012학년도 학교평가 우수학교 표창
2012 02 | 제7회 졸업(남 155명, 여 149명, 계 304명 총계 1,686명)
2011 09 | 만호초등학교 3대 조희태 교장 부임
2011 03 | 일반 47학급, 특수 1학급 편성
2011 02 | 제6회 졸업(남 146명, 여 160명, 계 306명 총계 1,382명)
2010 03 | 광주광역시교육청지정 청렴교육 연구학교 지정(~2012. 02. 29)
2010 03 | 일반 46학급, 특수 2학급 편성
2010 02 | 제5회 졸업(남 143명, 여 121명, 계 264명 총계 1,076명)
2009 09 | 2대 홍천기 교장 부임
2009 02 | 제 4회 졸업 (졸업생 수 255명)
2008 03 | 3학급 증설(특수학급 1학급 포함, 41학급)
2008 02 | 제3회 졸업식(졸업생 수 255명)
2007 03 | 38학급 편성(특수학급 1학급 포함)
2007 02 | 제2회 졸업식(졸업생 수 207명)
2006 03 | 8학급 증설(특수학급 1학급 포함, 38학급)
2006 02 | 제1회 졸업식(졸업생 수 95명)
2005 09 | 만호초등학교 개교 30학급
2005 07 | 만호초등학교 설립인가
2005 07 | 초대 박정수 교장 부임